# Donji Dejan
Donji Dejan (em cirílico: Доњи Дејан) é uma vila da Sérvia localizada no município de Vlasotince, pertencente ao distrito de Jablanica, na região de Vlasina. A sua população era de 359 habitantes segundo o censo de 2011.

## Demografia
| 1948 | 1953  | 1961  | 1971 | 1981 | 1991 | 2002 | 2011 |
| ---- | ----- | ----- | ---- | ---- | ---- | ---- | ---- |
| 978  | 1 008 | 1 029 | 891  | 766  | 647  | 497  | 359  |